# Библиоманија
Библиоманија је интензиван нагон за сакупљање књига. Понекад је реч о сакупљању било каквих књига, али се често ради о специјализованим издањима, посебна издања или повези, раритети и сл. Библиоман често не чита те књиге.
Тешко је повући границу између библиоманије и библиофилије.